# Зевина, Галина Бенициановна
Гали́на Бенициа́новна Зе́вина (12 февраля 1926, Москва — 24 сентября 2002, там же) — советский и российский океанолог, специалист по систематике усоногих раков и проблемам морского обрастания, доктор биологических наук (1984).

## Биография
Родилась в Москве 12 февраля 1926 года. После окончания в 1949 году Московского университета работала в Океанографическом институте, Зоомузее МГУ и Институте океанологии. Круг научных интересов Зевиной сформировался под влиянием её руководителей Льва Александровича Зенкевича и Николая Ивановича Тарасова. В 1958 году защитила кандидатскую диссертацию по теме «Обрастания судов и гидротехнических сооружений в Каспийском море». В 1965 году перешла на работу на кафедру беспозвоночных МГУ. В 1984 году защитила докторскую диссертацию по теме «Усоногие раки отряда Thoracica и их значение в ценозе обрастания». Погибла в результате дорожно-транспортного происшествия в Москве 24 сентября 2002 года.

## Научные достижения
Была одним из ведущих экспертов по проблемам морских обрастаний и систематике усоногих ракообразных. Она разработала систему ракообразных надотряда Thoracica, выявила основные направления эволюции усоногих раков. Ею предложены различные способы предотвращения и устранения морского обрастания и методы оценки эффективности красок и покрытий против обрастаний, а также изучены вопросы использования репеллентов для очистки затонувших частей кораблей. Она подготовила семерых кандидатов наук. Описала около 100 новых для науки видов, 22 рода и 4 семейства ракообразных.

### Таксоны, названные в честь Зевиной
В честь Г.Б. Зевиной названы следующие виды
- Paragathotanais zevinae (Kudinova-Pasternak, 1970)
- Neolepas zevinae Newman, 1979
- Periclimenes zevinae Ďuriš, 1990
- Pectinoacasta zevinae (Kolbasov, 1991)
- Zevinaella volentis Shalaeva & Newman, 2016

## Публикации
Опубликовала более 150 научных работ, из них 7 монографий.

### Монографии
- Тарасов Н. И., Зевина Г. Б. Усоногие раки (Cirripedia Thoracica) морей СССР // Фауна СССР. Ракообразные. — М.—Л.: Издательство АН СССР, 1957. — Т. 6, вып. 1. — 268 с. — (Новая серия № 69).
- Зевина Г. Б. Обрастания в морях СССР. — М.: Изд-во МГУ, 1972. — 265 с.
- Зевина Г. Б. Усоногие раки подотряда Lepadomorpha (Cirripedia, Thoracica) Мирового океана. Ч. 1. Сем. Scalpellidae. — Определители по фауне. 127. — Л.: Наука, 1981. — 407 с.
- Зевина Г. Б. Усоногие раки подотряда Lepadomorpha (Cirripedia, Thoracica) Мирового океана. Ч. 2. — Определители по фауне. 133. — Л.: Наука, 1982. — 223 с.
- Зевина Г. Б. Биология морского обрастания. — М.. — М.: Изд-во МГУ, 1994. — 133 с.
- Зевина Г. Б., Звягинцев . Ю., Негашев С. Э. Усоногие раки побережья Вьетнама и их роль в обрастании. — Владивосток: ДВО АН СССР, 1992. — С. 142. — 133 с. — ISBN 5-7442-0312-5.
- Ельфимов А. С., Зевина Г. Б., Шалаева Е. А. Биология усоногих раков. — М.: Изд-во МГУ, 1994. — 126 с. — ISBN 978-5-02-035903-1.

### Статьи
- Друщиц В. В., Зевина Г. Б. Новые представители усоногих раков из нижнемеловых отложений Северного Кавказа // Палеонтологический журнал. — 1969. — № 2. — С. 73—85.
- Зевина Г. Б. Усоногие раки (Ваlanus improvisus и B. eburneus) в обрастании судов и гидротехнических сооружений Каспийского моря // Доклады АН СССР : журнал. — 1957. — Т. 112, № 2. — С. 450—454.
- Зевина Г. Б. Новые организмы в Каспийском море // Природа : журнал. — 1959. — № 7. — С. 79—80.
- Зевина Г. Б. Обрастания судов, докующихся в Кольском заливе (Баренцево море) // Океанология : журнал. — 1962. — Т. 2, № 1. — С. 126—133.
- Zevina G.B. New Species of Lepadomorpha (Cirripedia Thoracica) From the Bay of Tonkin (англ.) // Crustaceana : journal. — 1968. — Vol. 15, no. 1. — P. 35—40. — ISSN 1568-5403. — doi:10.1163/156854068X00746.
- Zevina G.B. Benthic Lepadomorpha (Cirripedia Thoracica) from the Southeast Pacific (англ.) // Crustaceana : journal. — 1972. — Vol. 22, no. 1. — P. 39—63. — ISSN 1568-5403. — doi:10.1163/156854072X00660.